# Hafun
Hafun (somaleză Xaafuun; arabă حافون; italiană „Dante”) este un oraș din Somalia.